# 八鍬友広
八鍬 友広（やくわ ともひろ、1960年 - ）は、日本の教育学者、歴史学者。専門は日本教育史。東北大学大学院教育学研究科教授。日本教育史学会石川謙賞受賞。

## 人物・経歴
山形県生まれ。1983年山形大学教育学部小学校教員養成課程卒業。山形大学教育学部教育専攻科を経て、1986年東北大学大学院教育学研究科博士前期課程修了。1989年東北大学大学院教育学研究科博士後期課程満期退学、日本学術振興会特別研究員。同年新潟大学教育学部助手。同年日本教育史学会石川謙賞受賞。1990年新潟大学教育学部助教授。2001年博士（教育学）。2009年新潟大学人文社会・教育学系教授。2010年新潟大学教育学部副学部長。2012年東北大学大学院教育学研究科教授。2014年東北大学学術資源研究公開センター 史料館館長。2017年東北大学大学院教育学研究科副研究科長。2019年東北大学大学院教育学研究科研究科長。

## 著作

### 著書
- 『近世民衆の教育と政治参加』校倉書房 2001年
- 『闘いを記憶する百姓たち 江戸時代の裁判学習帳』吉川弘文館 2017年
- 『読み書きの日本史』岩波新書 2023.6

### 編書
- 『知の伝達メディアの歴史研究-教育史像の再構築-』（辻本雅史編, 共著）思文閣出版 2010年
- 『識字と読書 リテラシーの比較社会史』（松塚俊三と共編）昭和堂 2010年
- 『識字と学びの社会史 日本におけるリテラシーの諸相』（大戸安弘と共編）思文閣出版 2016年
- 『講座明治維新　第10巻　明治維新と思想・社会』（明治維新学会編, 共著）有志舎 2016年